# Euryglossa rubricata
Euryglossa rubricata är en biart som beskrevs av Smith 1879. Euryglossa rubricata ingår i släktet Euryglossa och familjen korttungebin. Inga underarter finns listade i Catalogue of Life.

## Bildgalleri

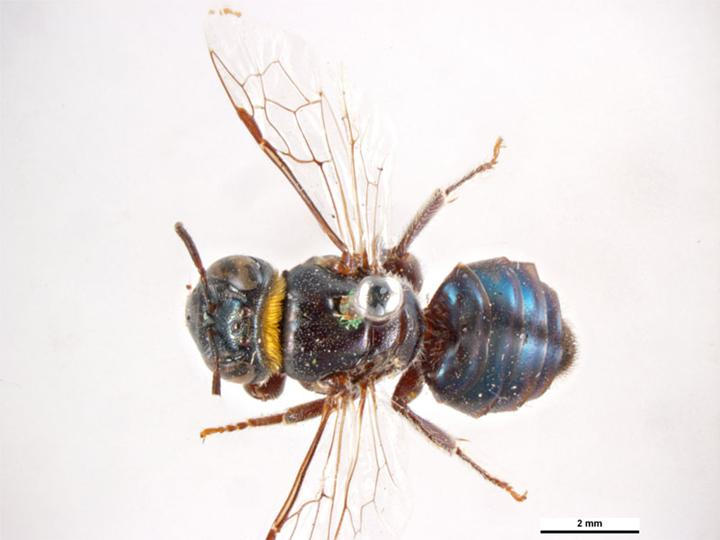